# Horneblenda

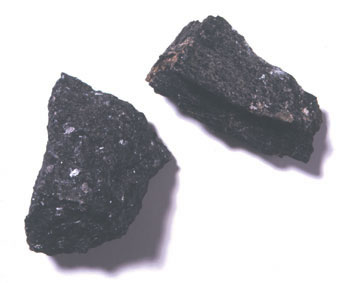
Fenocristais de horneblenda.

Hornblenda (do alemão Hornblende) é a designação dada a um grupo de minerais monoclínicos, do grupo das anfíbolas, constituídos por mistura isomorfa de silicatos de cálcio, magnésio, ferro, alumínio e, por vezes, também de sódio, manganês ou titânio. Assim o termo horneblenda não refere um mineral em particular, sendo antes uma designação genérica dada às anfíbolas de cor muito escura que não podem ser facilmente identificadas sem recurso à análise da sua composição química.

## Origem do nome
A designação horneblenda deriva dos vocábulos alemães horn e blende, que significam encandear ou espantar. Para além do seu uso mineralógico estrito, o termo é por vezes utilizado para referir o lustro não metálico de minerais e rochas, como por exemplo em zincoblenda e a pitchblenda, formas lustrosas da uranite.

## Composição e características
Não designando especificamente um mineral (no sentido de uma substância com composição química relativamente fixa), as horneblendas são misturas isomorfas de três moléculas: o silicato de Cálcio-Ferro-Magnésio; o silicato de Alumínio-Ferro-Magnésio; e o silicato de Ferro-Magnésio. Iões de Manganês, Titânio e Sódio estão por vezes presentes, e o Flúor frequentemente substitui o radical hidroxilo na estrutura cristalina. Em função dos metais dominantes na sua composição as horneblendas são em geral designadas por Magnésio-hornbelenda, Ferro-horneblenda, Alumíno-ferro-hornblenda e Alumíno-magnésio-horneblenda.
Assumindo a diversidade química das hornblendas, a fórmula geral pode ser dada por:  (Ca,Na)2-3(Mg,Fe,Al)5(Al,Si)8O22(OH,F)2.
As horneblendas têm uma dureza de 5 a 6 na Escala de Mohs, uma densidade de 2.9 a 3.4, e são tipicamente verde opaco, verde acastanhado, castanho ou preto, predominando os tons escuros. Apesar da sua abundância, as horneblendas aparecem em geral sob a forma de pequenos cristais inconspícuos, sendo raros os cristais de grande dimensão. Aparece por vezes sob a forma de pequenas estruturas aciculares de cor negra.
Como regra, quanto maior for a riqueza em ferro mais escuras e menos translúcidas são as horneblendas. Uma variedade de horneblenda que contém menos de 5% de Ferro, a edenite, é cinzenta esbranquiçada.
Outros minerais no grupo das horneblendas são a pargasite, hastingsite e a tschermakite.
As horneblendas alteram-se facilmente para clorite e epídoto.

## Rochas
As horneblendas são minerais muito comuns nas rochas ígneas e metamórficas, tais como os granitos, sienitos, dioritos, gabros, basaltos, andesitos, gneisses e xistos. É o principal mineral dos anfibolitos. As horneblendas negras e castanho muito escuro, ricas em titânio, são em geral designadas por horneblendas basálticas, dado serem um dos constituintes comuns dos basaltos e rochas vulcânicas similares.

## Referência
- HURLBUT, Cornelius S.; KLEIN, Cornelis, 1985, Manual of Mineralogy, 20th ed., John Wiley and Sons, New York, pp. 416-477, ISBN 0471805807.